# اترینگن (بایرن)
اترینگن (بایرن) (به آلمانی: Ettringen) یک شهر در آلمان است که در اونترالگوی واقع شده‌است.